# KYTニュース
『KYTニュース』（ケイワイティーニュース）は、鹿児島読売テレビで毎日20:54に放送されているローカルニュース番組。
ここでは昼前および深夜に放送されているローカルニュースについても記述する。

## KYTニュース
- キー局の日本テレビで『NNNニューススポット』（毎日20:54）を開局当初から『KYTニューススポット NNN』（『NNNニューススポット』のタイトル差し替え[1]）として放送していたが、後にタイトルを『KYTニュース～NNN』に変更、 2008年9月29日でNNNニューススポットが終了したあとも、KYTはローカルニュース『KYTニュース』に衣替えさせた上でこの枠のニュースを継続中である。
- 2017年3月末をもって月曜の放送が廃止、2022年4月5日から火曜 - 木曜の放送時間を19:54-20:00に変更。
- これらの他に年末に休止される『KYT news every. かごしま』の代替として当番組が2020年の年末まで放送された[2]が、2021年の年末より『news every.』（県内ニュースも内包）が短縮版として放送されるようになった為廃止となった。
- オープニングテーマに日テレNEWS 24のアイキャッチでも使われた「Nash Music Library」(ナッシュスタジオ)の「MNF-102-04」が使われた時期がある。

## NNNニュースダッシュ
- 1996年4月1日 - 2007年9月30日に放送。

## KYTストレイトニュース
- 2007年10月1日 - 放送中。
- 同日に開始した『おもいッきりイイ!!テレビ』が11:55開始となったことにより、当番組から平日は15分番組となった。

### キャスター
全国ニュース
平日：日本テレビアナウンサー2名
週末：日本テレビアナウンサー1名

### タイムテーブル

#### 平日
- 11:30 オープニング・挨拶・ニュース
- 11:38頃 経済情報（割愛される場合あり。祝日は無し）
- 11:38.50 CM前ジングル[3]・提供クレジット（スポンサーがない場合は表示なし）
- 11:39 CM
- 11:40.30 ローカルニュース・天気予報
- 11:42.55 CM
- 11:43.55 提供クレジット（スポンサーがない場合は表示なし）・ENDタイトル
- 11:44 終了

#### 土曜日
- 11:25 オープニング・挨拶・ニュース
- 11:30.25 ローカルニュース・天気予報
- 11:31.55 CM
- 11:33.55 エンディング・ENDタイトル
- 11:34 終了

#### 日曜日
- 11:30 オープニング・挨拶・ニュース
- 11:35.25 CM
- 11:36.55 ニュース
- 11:38 CM
- 11:40 ニュース
- 11:42.30 ローカルニュース・天気予報
- 11:44 終了

## NEWS ZERO
- ローカルニュースとしては2015年3月2日開始
- 2014年3月3日から2015年2月27日までは「鹿児島あの日」を放送[4]。

## キャスター
- シフト勤務

## 関連番組
- KYT昼のニュース
- KYTニュースプラス1
- KYTニュース日曜夕刊
- KYT Newsリアルタイム
- KYT news every.
- NNNニューススポット
- NNNニュースダッシュ
- NNNストレイトニュース
- NEWS ZERO → news zero